# Ядун (озеро)
Ядун — проточное озеро за Полярным кругом в России, располагается на территории Эвенкийского района Красноярского края. Площадь водной поверхности 17,3 км². Относится к бассейну реки Курейка.
Озеро Ядун представляет собой узкий и длинный водоём, находящийся на высоте 322 м над уровнем моря, тектонического происхождения в ледниково-тектонической трещине южных отрогов плато Путорана. Длина озера — 9,6 км, ширина колеблется от 1,2 в центральной части до 2,3 км на севере. Площадь водосборного бассейна — 2180 км². Максимальная глубина озера — 53 м. Река Ядун впадает в озеро на юге и вытекает на севере. В центральной части в озеро вдаётся длинный мыс. Северный берег Ядуна сложен мощными песчаными отложениями, связанными с выносом рек. С востока и запада озеро окружают горы высотой 600-800 м. Постоянные населённые пункты на озере отсутствуют.
Богато рыбой, водятся: палия, голец Дрягина, налим, хариус, тугун.
Код объекта в государственном водном реестре — 17010800111116100004407.